# Kingscliff
Kingscliff är en del av en befolkad plats i Australien. Den ligger i kommunen Tweed och delstaten New South Wales, i den sydöstra delen av landet, omkring 660 kilometer norr om delstatshuvudstaden Sydney.
Trakten är tätbefolkad. Närmaste större samhälle är Banora Point, nära Kingscliff. Genomsnittlig årsnederbörd är 1 876 millimeter. Den regnigaste månaden är januari, med i genomsnitt 327 mm nederbörd, och den torraste är oktober, med 40 mm nederbörd.